# تشارلز آر. مور
تشارلز آر. مور (بالإنجليزية: Charles R. Moore)‏ هو راقص وممثل أمريكي، ولد في 23 أبريل 1893 بشيكاغو في الولايات المتحدة، وتوفي في 20 يوليو 1947 بلوس أنجلوس في الولايات المتحدة.

## وصلات خارجية
- تشارلز آر. مور على موقع IMDb (الإنجليزية)
- تشارلز آر. مور على موقع أول موفي (الإنجليزية)
- تشارلز آر. مور على موقع قاعدة بيانات الفيلم (الإنجليزية)